# بخش ریواداویا (مندوزا)
بخش ریواداویا (به اسپانیایی: Departamento Rivadavia) یک منطقهٔ مسکونی در آرژانتین است که در استان مندوسا واقع شده‌است. بخش ریواداویا ۲٬۱۴۱ کیلومتر مربع مساحت و ۵۲٬۵۶۷ نفر جمعیت دارد.